# 多段階反応
多段階反応（ただんかいはんのう、英語: stepwise reaction）は、1つあるいは複数の反応中間体が関与し、複数の素反応が組み合わさっておこる化学反応である。
多段階反応では、全ての化学結合が一度に切れたりできたりするわけではない。ゆえに、反応物から生成物に至る反応経路上に反応中間体が現れる。1つの多段階反応は、1段階で1つの遷移状態を通って起こると考えられる素反応とは区別される。
多段階反応に関わる化学用語は多い: 全反応（overall reaction）、グローバル反応（global reaction）、見かけの反応（apparent reaction）、操作反応（operational reaction）、複合反応（complex reaction・composite reaction）、多段階反応（multiple step reaction, multistep reaction）などである。
質量作用の法則（英語版）に従う素反応と対照的に、多段階反応の反応速度は複数の素反応の反応速度を組み合わせて得られ、式がより複雑になる。さらに触媒反応では拡散によって反応が抑制される。しかし全体としては、律速段階（英語版）と呼ばれる素反応の中でもっとも遅い反応の反応速度が全体の反応速度を支配する。
触媒が関わる有機反応では、多段階反応が多い。例えば、典型的なエノールの反応は少なくとも下の2つの反応から成ることがわかっている。
1. カルボニル基の隣の炭素が脱プロトン化する: HC–C=O → C=C–O–
2. エノラートを攻撃する。: Rδ+ + C=C–O– → R–C–C=O

α-カルボニル(C=O)の炭素などのRδ+は電子受容体（英語版）である。最初の反応にはアルコキシドなどの強塩基が必要である。
捕捉反応（trapping reaction）では反応中間体が捕捉されることがある。これを使って多段階反応の性質や反応中間体の構造を示すことができる。例えば、超酸はカルボカチオンが存在することを示すのに用いられた。